# Khẩu trang vải

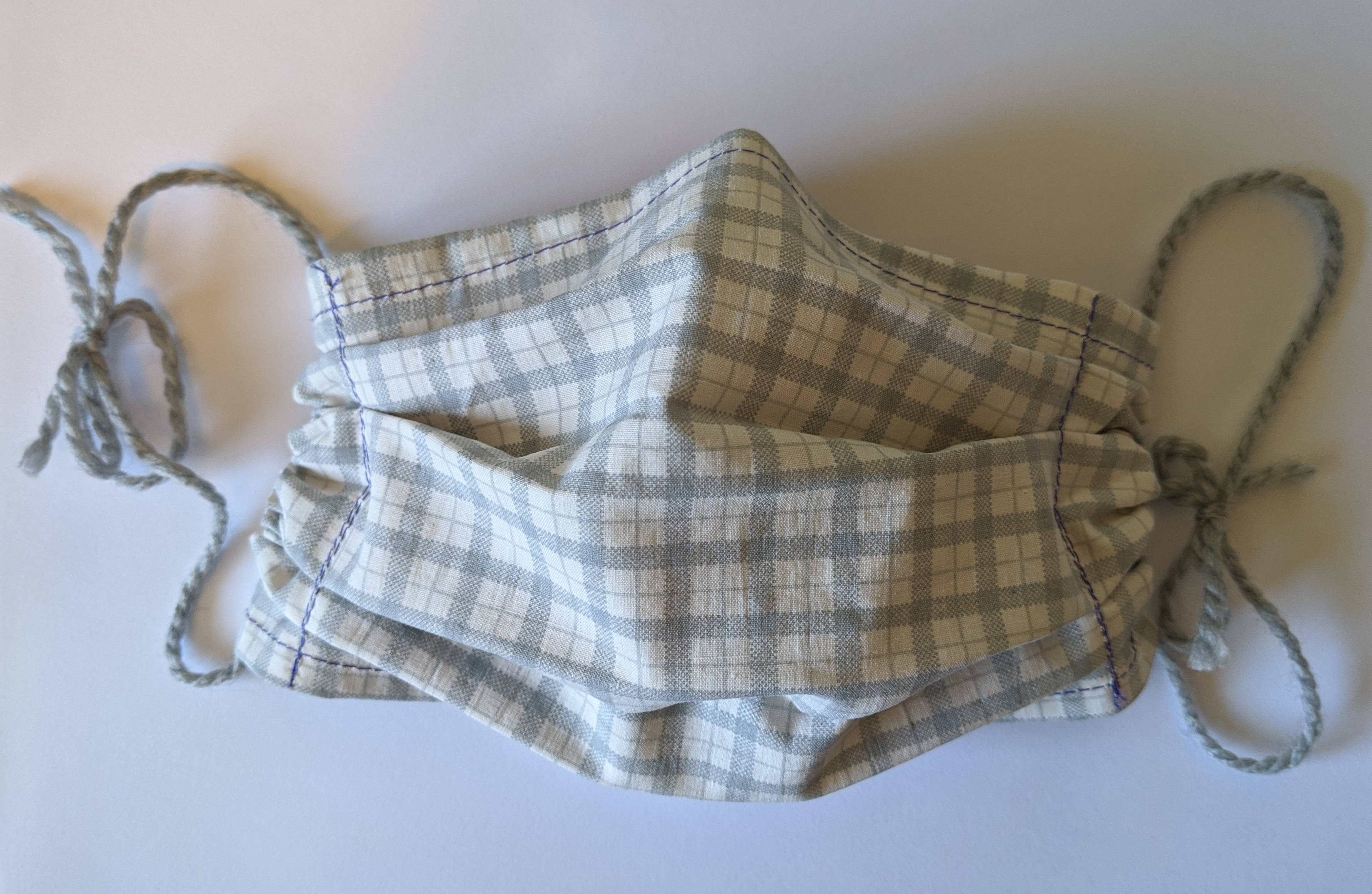
Khẩu trang vải tự chế

Khẩu trang vải là khẩu trang làm từ vải dệt thông thường, thường là cotton, đeo qua miệng và mũi. Không giống như mặt nạ phẫu thuật và mặt nạ phòng độc như khẩu trang N95, các khẩu trang vải không phải là đối tượng để quy định, và hiện nay rất ít nghiên cứu hoặc hướng dẫn về hiệu quả của chúng như một biện pháp bảo vệ chống lại sự lây truyền bệnh truyền nhiễm hoặc hạt ô nhiễm không khí.
Chúng được các nhân viên y tế bắt đầu sử dụng thường xuyên từ cuối thế kỷ 19 cho đến giữa thế kỷ 20. Trong những năm 1960, chúng không còn được sử dụng ở các nước phát triển do mặt nạ phẫu thuật hiện đại được dùng nhiều hơn, nhưng việc sử dụng chúng vẫn tồn tại ở các nước đang phát triển. Trong đại dịch coronavirus 2019, 2020, việc sử dụng chúng ở các nước phát triển đã được hồi sinh như là phương sách cuối cùng do thiếu khẩu trang y tế và mặt nạ phòng độc.

## Sử dụng
Trước đại dịch coronavirus 2019, khẩu trang vải có thể tái sử dụng chủ yếu được sử dụng ở các nước đang phát triển và đặc biệt là ở châu Á. Khẩu trang vải trái ngược với khẩu trang y tế và mặt nạ phòng độc như khẩu trang N95, được làm bằng vải không dệt hình thành thông qua một quá trình thổi tan, và được điều chỉnh để tăng tính hiệu quả của chúng. Giống như khẩu trang y tế, và không giống như mặt nạ phòng độc, khẩu trang vải không tạo ra không gian kín xung quanh khuôn mặt.
Trong môi trường chăm sóc sức khỏe, chúng được sử dụng trên bệnh nhân bị bệnh như là một dạng "kiểm soát nguồn" để giảm lây truyền bệnh qua các giọt hô hấp và vì nhân viên y tế khi không có khẩu trang y tế và mặt nạ phòng độc. Khẩu trang vải thường được khuyến cáo chỉ sử dụng như là phương sách cuối cùng nếu nguồn cung cấp khẩu trang y tế và mặt nạ phòng độc đã cạn kiệt.  Chúng cũng được công chúng trong các môi trường gia đình và cộng đồng sử dụng như là một cách bảo vệ bảo vệ chống lại cả bệnh truyền nhiễm và các hạt ô nhiễm không khí.